# Football Club Eindhoven
Il Football Club Eindhoven è una società calcistica olandese con sede nella città di Eindhoven. Milita nella Eerste Divisie, la seconda divisione del calcio olandese.

## Storia
Il club fu fondato il 16 novembre 1909 come EVV Eindhoven. Nel 1954 l'Eindhoven conquistò l'ultimo titolo nazionale prima dell'introduzione della lega professionistica. Dopo essere diventato professionista, il club giocò in Eredivisie fino al 1957, quando il club retrocesse in Eerste Divisie, dove rimase fino alla retrocessione del 1969. Due anni dopo il club tornò prima in Eerste Divisie e, nel 1975, in Eredivisie. Nel 1977 l'Eindhoven retrocesse di nuovo in Eerste Divisie, e da quel momento non ha più cambiato serie.
La rivalità più grande è con il vicino PSV, contro cui giocano il Lichtstad Derby ('Derby della città della luce'). Come per le squadre di Glasgow, le origini di tale rivalità sono religiose. L'FC Eindhoven possiede radici cattoliche, mentre il PSV protestanti.
Nel 2004 l'FC Eindhoven aveva stipulato un accordo con il PSV (poi conclusosi nel 2005) concernente la possibilità di scambiarsi i calciatori delle formazioni giovanili.

## Palmarès

### Competizioni nazionali
- Campionato olandese: 1

1953-1954
- Coppa dei Paesi Bassi: 1

1936-1937

### Altri piazzamenti
- Campionato olandese:

Secondo posto: 1941-1942, 1952-1953
- Coppa dei Paesi Bassi:

Semifinalista: 1975-1976
- Eerste Divisie:

Secondo posto: 2014-2015
Terzo posto: 2011-2012, 2021-2022
Promozione: 1974-1975

## Rosa 2024-2025
| N. |                        | Ruolo | Calciatore          |
| -- | ---------------------- | ----- | ------------------- |
| 1  | Paesi Bassi (bandiera) | P     | Jort Borgmans       |
| 4  | Paesi Bassi (bandiera) | D     | Maarten Peijnenburg |
| 5  | Belgio (bandiera)      | C     | Maarten Swerts      |
| 6  | Paesi Bassi (bandiera) | C     | Dyon Dorenbosch     |
| 7  | Paesi Bassi (bandiera) | C     | Sven Blummel        |
| 8  | Paesi Bassi (bandiera) | C     | Sven Simons         |
| 10 | Paesi Bassi (bandiera) | C     | Boris van Schuppen  |
| 11 | Paesi Bassi (bandiera) | C     | Joey Sleegers       |
| 15 | Paesi Bassi (bandiera) | C     | Daan Huisman        |
| 18 | Marocco (bandiera)     | D     | Farouq Limouri      |
| 22 | Paesi Bassi (bandiera) | A     | Evan Rottier        |

| N. |                        | Ruolo | Calciatore            |
| -- | ---------------------- | ----- | --------------------- |
| 25 | Paesi Bassi (bandiera) | D     | Terrence Douglas      |
| 26 | Belgio (bandiera)      | P     | Jorn Brondeel         |
| 27 | Paesi Bassi (bandiera) | C     | Achraf El Bouchataoui |
| 28 | Paesi Bassi (bandiera) | C     | Hugo Deenen           |
| 30 | Curaçao (bandiera)     | A     | Nino Fancito          |
| 32 | Curaçao (bandiera)     | A     | Rangelo Janga         |
| 33 | Paesi Bassi (bandiera) | D     | Collin Seedorf        |
| 34 | Paesi Bassi (bandiera) | D     | Tyrese Simons         |
| 43 | Paesi Bassi (bandiera) | A     | Julian Kwaaitaal      |
| 99 | Belgio (bandiera)      | C     | Tibo Persyn           |
|    | Belgio (bandiera)      | D     | Matteo Vandendaele    |

## Rosa 2023-2024
| N. |                        | Ruolo | Calciatore          |
| -- | ---------------------- | ----- | ------------------- |
| 2  | Curaçao (bandiera)     | D     | Justin Ogenia       |
| 3  | Paesi Bassi (bandiera) | D     | Mawouna Amevor      |
| 4  | Paesi Bassi (bandiera) | D     | Maarten Peijnenburg |
| 5  | Belgio (bandiera)      | C     | Maarten Swerts      |
| 6  | Paesi Bassi (bandiera) | C     | Dyon Dorenbosch     |
| 7  | Paesi Bassi (bandiera) | C     | Jasper Dahlhaus     |
| 8  | Paesi Bassi (bandiera) | C     | Sven van Doorm      |
| 9  | Danimarca (bandiera)   | A     | August Priske       |
| 10 | Azerbaigian (bandiera) | C     | Ozan Kökçü          |
| 11 | Paesi Bassi (bandiera) | C     | Joey Sleegers       |
| 12 | Paesi Bassi (bandiera) | P     | Jort Borgmans       |
| 14 | Belgio (bandiera)      | C     | Pjotr Kestens       |

| N. |                        | Ruolo | Calciatore           |
| -- | ---------------------- | ----- | -------------------- |
| 15 | Paesi Bassi (bandiera) | D     | Luuk Wouters         |
| 18 | Marocco (bandiera)     | D     | Farouq Limouri       |
| 19 | Paesi Bassi (bandiera) | A     | David Garden         |
| 21 | Paesi Bassi (bandiera) | C     | Mitchel van Rosmalen |
| 22 | Paesi Bassi (bandiera) | A     | Evan Rottier         |
| 23 | Paesi Bassi (bandiera) | C     | Sven Simons          |
| 26 | Paesi Bassi (bandiera) | P     | Jorn Brondeel        |
| 32 | Portogallo (bandiera)  | D     | Rodrigo Rêgo         |
| 33 | Paesi Bassi (bandiera) | D     | Collin Seedorf       |
| 45 | Marocco (bandiera)     | C     | Yassine Azzagari     |
| 99 | Belgio (bandiera)      | C     | Tibo Persyn          |

## Rosa 2022-2023
| N. |                        | Ruolo | Calciatore            |
| -- | ---------------------- | ----- | --------------------- |
| 1  | Paesi Bassi (bandiera) | P     | Nigel Bertrams        |
| 2  | Curaçao (bandiera)     | D     | Justin Ogenia         |
| 3  | Paesi Bassi (bandiera) | D     | Mawouna Amevor        |
| 4  | Paesi Bassi (bandiera) | D     | Maarten Peijnenburg   |
| 5  | Paesi Bassi (bandiera) | D     | Pieter Bogaers        |
| 7  | Paesi Bassi (bandiera) | C     | Jasper Dahlhaus       |
| 8  | Belgio (bandiera)      | C     | Matthias Verreth      |
| 9  | Francia (bandiera)     | A     | Mohamed Lamine Diaby  |
| 10 | Paesi Bassi (bandiera) | A     | Naoufal Bannis        |
| 11 | Marocco (bandiera)     | C     | Youness Mokhtar       |
| 12 | Paesi Bassi (bandiera) | P     | Jort Borgmans         |
| 14 | Belgio (bandiera)      | C     | Pjotr Kestens         |
| 17 | Belgio (bandiera)      | C     | Brian De Keersmaecker |
| 19 | Francia (bandiera)     | A     | Dalton Enokpa         |

| N. |                        | Ruolo | Calciatore           |
| -- | ---------------------- | ----- | -------------------- |
| 20 | Azerbaigian (bandiera) | C     | Ozan Kökçü           |
| 21 | Paesi Bassi (bandiera) | D     | Cas Faber            |
| 22 | Paesi Bassi (bandiera) | A     | Evan Rottier         |
| 23 | Paesi Bassi (bandiera) | C     | Koen Oostenbrink     |
| 25 | Canada (bandiera)      | A     | Charles-Andreas Brym |
| 27 | Paesi Bassi (bandiera) | C     | Dyon Dorenbosch      |
| 28 | Paesi Bassi (bandiera) | D     | Jarno Janssen        |
| 29 | Paesi Bassi (bandiera) | D     | Miano van den Bos    |
| 31 | Paesi Bassi (bandiera) | P     | TJ Odunze            |
| 32 | Portogallo (bandiera)  | D     | Rodrigo Rêgo         |
| 33 | Paesi Bassi (bandiera) | D     | Collin Seedorf       |
| 45 | Marocco (bandiera)     | C     | Yassine Azzagari     |
| 77 | Liberia (bandiera)     | C     | Moussa Sanoh         |
| 99 | Belgio (bandiera)      | C     | Tibo Persyn          |

## Rosa 2021-2022
| N. |                        | Ruolo | Calciatore            |
| -- | ---------------------- | ----- | --------------------- |
| 1  | Paesi Bassi (bandiera) | P     | Nigel Bertrams        |
| 2  | Curaçao (bandiera)     | D     | Justin Ogenia         |
| 3  | Paesi Bassi (bandiera) | D     | Mawouna Amevor        |
| 4  | Paesi Bassi (bandiera) | D     | Maarten Peijnenburg   |
| 5  | Paesi Bassi (bandiera) | D     | Pieter Bogaers        |
| 6  | Paesi Bassi (bandiera) | C     | Jens van Son          |
| 7  | Paesi Bassi (bandiera) | C     | Jasper Dahlhaus       |
| 8  | Belgio (bandiera)      | C     | Matthias Verreth      |
| 9  | Paesi Bassi (bandiera) | A     | Jort van der Sande    |
| 10 | Paesi Bassi (bandiera) | C     | Joey Sleegers         |
| 11 | Paesi Bassi (bandiera) | C     | Mitchel van Rosmalen  |
| 12 | Paesi Bassi (bandiera) | P     | Jort Borgmans         |
| 17 | Belgio (bandiera)      | C     | Brian De Keersmaecker |

| N. |                        | Ruolo | Calciatore           |
| -- | ---------------------- | ----- | -------------------- |
| 19 | Canada (bandiera)      | A     | Charles-Andreas Brym |
| 20 | Paesi Bassi (bandiera) | D     | Valentino Vermeulen  |
| 21 | Paesi Bassi (bandiera) | D     | Cas Faber            |
| 23 | Paesi Bassi (bandiera) | C     | Koen Oostenbrink     |
| 24 | Paesi Bassi (bandiera) | C     | Jordy Huybers        |
| 25 | Paesi Bassi (bandiera) | A     | Dave de Meij         |
| 26 | Paesi Bassi (bandiera) | D     | Joey van Casand      |
| 28 | Paesi Bassi (bandiera) | D     | Jarno Janssen        |
| 29 | Paesi Bassi (bandiera) | D     | Miano van den Bos    |
| 31 | Paesi Bassi (bandiera) | P     | TJ Odunze            |
| 33 | Paesi Bassi (bandiera) | D     | Collin Seedorf       |
| 78 | Ungheria (bandiera)    | C     | Barnabás Rácz        |

## Rosa 2020-2021
| N. |                        | Ruolo | Calciatore           |
| -- | ---------------------- | ----- | -------------------- |
| 1  | Paesi Bassi (bandiera) | P     | Ruud Swinkels        |
| 2  | Paesi Bassi (bandiera) | D     | Maarten Peijnenburg  |
| 3  | Paesi Bassi (bandiera) | D     | Collin Seedorf       |
| 4  | Belgio (bandiera)      | D     | Bart Biemans         |
| 5  | Portogallo (bandiera)  | D     | Zé Pedro             |
| 6  | Paesi Bassi (bandiera) | D     | Maarten Peijnenburg  |
| 7  | Paesi Bassi (bandiera) | D     | Lorenzo van Kleef    |
| 8  | Spagna (bandiera)      | C     | Iker Pozo            |
| 9  | Paesi Bassi (bandiera) | A     | Jort van der Sande   |
| 10 | Paesi Bassi (bandiera) | C     | Joey Sleegers        |
| 11 | Paesi Bassi (bandiera) | C     | Mitchel van Rosmalen |
| 12 | Paesi Bassi (bandiera) | P     | Thom Jonkerman       |
| 14 | Belgio (bandiera)      | D     | Flor Van Den Eynden  |
| 15 | Paesi Bassi (bandiera) | A     | Hugo Botermans       |
| 16 | Paesi Bassi (bandiera) | C     | Jens van Son         |

| N. |                        | Ruolo | Calciatore            |
| -- | ---------------------- | ----- | --------------------- |
| 18 | Belgio (bandiera)      | C     | Brian De Keersmaecker |
| 19 | Paesi Bassi (bandiera) | C     | Dico Jap Tjong        |
| 20 | Paesi Bassi (bandiera) | D     | Valentino Vermeulen   |
| 21 | Paesi Bassi (bandiera) | D     | Cas Faber             |
| 23 | Paesi Bassi (bandiera) | C     | Jacky Donkor          |
| 25 | Paesi Bassi (bandiera) | C     | Alef João             |
| 26 | Paesi Bassi (bandiera) | D     | Pieter Bogaers        |
| 27 | Paesi Bassi (bandiera) | D     | Alex Smeins           |
| 28 | Paesi Bassi (bandiera) | D     | Jarno Janssen         |
| 29 | Paesi Bassi (bandiera) | D     | Miano van den Bos     |
| 30 | Paesi Bassi (bandiera) | P     | Jort Borgmans         |
| 32 | Belgio (bandiera)      | C     | Jason Bourdouxhe      |
| 33 | Paesi Bassi (bandiera) | D     | Collin Seedorf        |
| 34 | Paesi Bassi (bandiera) | C     | Jasper Dahlhaus       |

## Rosa 2019-2020
| N. |                        | Ruolo | Calciatore          |
| -- | ---------------------- | ----- | ------------------- |
| 1  | Paesi Bassi (bandiera) | P     | Ruud Swinkels       |
| 2  | Paesi Bassi (bandiera) | D     | Maarten Peijnenburg |
| 3  | Paesi Bassi (bandiera) | D     | Collin Seedorf      |
| 4  | Belgio (bandiera)      | D     | Bart Biemans        |
| 5  | Portogallo (bandiera)  | D     | Zé Pedro            |
| 6  | Marocco (bandiera)     | C     | Karim Essikal       |
| 7  | Paesi Bassi (bandiera) | C     | Alvin Daniels       |
| 9  | Paesi Bassi (bandiera) | A     | Jort van der Sande  |
| 10 | Inghilterra (bandiera) | C     | Moses Makasi        |
| 11 | Belgio (bandiera)      | C     | Samy Bourard        |
| 12 | Paesi Bassi (bandiera) | P     | Menno Bergsen       |
| 14 | Belgio (bandiera)      | D     | Flor Van Den Eynden |

| N. |                        | Ruolo | Calciatore          |
| -- | ---------------------- | ----- | ------------------- |
| 15 | Curaçao (bandiera)     | A     | Rigino Cicilia      |
| 16 | Paesi Bassi (bandiera) | C     | Byron Burgering     |
| 17 | Portogallo (bandiera)  | C     | Marcelo Lopes       |
| 20 | Paesi Bassi (bandiera) | D     | Valentino Vermeulen |
| 21 | Paesi Bassi (bandiera) | D     | Cas Faber           |
| 22 | Paesi Bassi (bandiera) | C     | Niels Raaijmakers   |
| 24 | Paesi Bassi (bandiera) | C     | Quinten Huybers     |
| 25 | Paesi Bassi (bandiera) | A     | Kaj de Rooij        |
| 26 | Paesi Bassi (bandiera) | C     | Joey Sleegers       |
| 28 | Paesi Bassi (bandiera) | D     | Jarno Janssen       |
| 29 | Paesi Bassi (bandiera) | C     | Jay Idzes           |
| 30 | Paesi Bassi (bandiera) | P     | Thom Jonkerman      |

## Rosa 2018-2019
| N. |                        | Ruolo | Calciatore            |
| -- | ---------------------- | ----- | --------------------- |
| 1  | Paesi Bassi (bandiera) | P     | Ruud Swinkels         |
| 2  | Paesi Bassi (bandiera) | D     | Rodney Klooster       |
| 3  | Paesi Bassi (bandiera) | D     | Collin Seedorf        |
| 4  | Belgio (bandiera)      | D     | Siebe Van der Heyden  |
| 5  | Belgio (bandiera)      | C     | Charni Ekangamene     |
| 6  | Marocco (bandiera)     | C     | Karim Essikal         |
| 7  | Paesi Bassi (bandiera) | C     | Alvin Daniels         |
| 8  | Belgio (bandiera)      | C     | Elton Kabangu         |
| 9  | Paesi Bassi (bandiera) | A     | Alessio Carlone       |
| 10 | Paesi Bassi (bandiera) | C     | Branco van den Boomen |
| 11 | Belgio (bandiera)      | C     | Samy Bourard          |
| 12 | Paesi Bassi (bandiera) | P     | Guy Smit              |

| N. |                        | Ruolo | Calciatore        |
| -- | ---------------------- | ----- | ----------------- |
| 15 | Georgia (bandiera)     | C     | Levan Jordania    |
| 16 | Paesi Bassi (bandiera) | D     | Augustine Loof    |
| 17 | Portogallo (bandiera)  | C     | Marcelo Lopes     |
| 20 | Belgio (bandiera)      | A     | Elisha Sam        |
| 21 | Paesi Bassi (bandiera) | D     | Cas Faber         |
| 22 | Paesi Bassi (bandiera) | C     | Niels Raaijmakers |
| 25 | Paesi Bassi (bandiera) | A     | Kaj de Rooij      |
| 27 | Paesi Bassi (bandiera) | A     | Joran Vermeulen   |
| 28 | Paesi Bassi (bandiera) | D     | Jarno Janssen     |
| 29 | Paesi Bassi (bandiera) | C     | Jay Idzes         |
| 30 | Paesi Bassi (bandiera) | P     | Menno Bergsen     |
| 35 | Marocco (bandiera)     | D     | Rochdi Achenteh   |

## Rosa 2017-2018
| N. |                        | Ruolo | Calciatore             |
| -- | ---------------------- | ----- | ---------------------- |
| 1  | Paesi Bassi (bandiera) | P     | Ruud Swinkels          |
| 3  | Curaçao (bandiera)     | D     | Doriano Kortstam       |
| 4  | Belgio (bandiera)      | D     | Hervé Matthys          |
| 5  | Belgio (bandiera)      | D     | Maxime Gunst           |
| 6  | Paesi Bassi (bandiera) | C     | Thomas Horsten         |
| 7  | Paesi Bassi (bandiera) | C     | Tarik Kada             |
| 8  | Belgio (bandiera)      | C     | Elton Kabangu          |
| 9  | Paesi Bassi (bandiera) | A     | Alessio Carlone        |
| 10 | Paesi Bassi (bandiera) | A     | Mart Lieder            |
| 11 | Belgio (bandiera)      | C     | Dennis van Vaerenbergh |
| 12 | Paesi Bassi (bandiera) | P     | Jonathan Waterberg     |
| 14 | Belgio (bandiera)      | C     | Fries Deschilder       |

| N. |                        | Ruolo | Calciatore             |
| -- | ---------------------- | ----- | ---------------------- |
| 15 | Francia (bandiera)     | A     | Joël Thomas            |
| 16 | Paesi Bassi (bandiera) | D     | Augustine Loof         |
| 17 | Paesi Bassi (bandiera) | C     | Branco van den Boomen  |
| 18 | Belgio (bandiera)      | C     | Tibo Van de Velde      |
| 20 | Belgio (bandiera)      | C     | Jellert van Landschoot |
| 21 | Belgio (bandiera)      | A     | Tibeau Swinnen         |
| 22 | Belgio (bandiera)      | D     | Sebastiaan De Wilde    |
| 23 | Inghilterra (bandiera) | C     | Kyle De Silva          |
| 25 | Paesi Bassi (bandiera) | D     | Nicky Kuiper           |
| 27 | Paesi Bassi (bandiera) | A     | Joran Vermeulen        |
| 30 | Belgio (bandiera)      | P     | Thomas Hooyberghs      |

## Rosa 2016-2017
| N. |                        | Ruolo | Calciatore          |
| -- | ---------------------- | ----- | ------------------- |
| 1  | Paesi Bassi (bandiera) | P     | Ruud Swinkels       |
| 2  | Belgio (bandiera)      | D     | Timothy Durwael     |
| 3  | Belgio (bandiera)      | D     | Dario Van den Buijs |
| 4  | Curaçao (bandiera)     | D     | Civard Sprockel     |
| 5  | Belgio (bandiera)      | D     | Maxime Gunst        |
| 6  | Paesi Bassi (bandiera) | C     | Thomas Horsten      |
| 7  | Paesi Bassi (bandiera) | C     | Daoud Bousbiba      |
| 8  | Belgio (bandiera)      | A     | Jinty Caenepeel     |
| 9  | Paesi Bassi (bandiera) | C     | Rai Vloet           |
| 10 | Paesi Bassi (bandiera) | A     | Mart Lieder         |
| 11 | Belgio (bandiera)      | C     | Jari Vandeputte     |
| 12 | Paesi Bassi (bandiera) | P     | Guy Smit            |

| N. |                        | Ruolo | Calciatore          |
| -- | ---------------------- | ----- | ------------------- |
| 14 | Belgio (bandiera)      | C     | Fries Deschilder    |
| 15 | Brasile (bandiera)     | A     | Alemão              |
| 16 | Paesi Bassi (bandiera) | D     | Augustine Loof      |
| 17 | Inghilterra (bandiera) | C     | Jonny Rowell        |
| 18 | Belgio (bandiera)      | C     | Tibo Van de Velde   |
| 20 | Paesi Bassi (bandiera) | D     | Ivo Rossen          |
| 21 | Belgio (bandiera)      | A     | Tibeau Swinnen      |
| 22 | Belgio (bandiera)      | D     | Sebastiaan De Wilde |
| 23 | Inghilterra (bandiera) | C     | Kyle De Silva       |
| 24 | Paesi Bassi (bandiera) | C     | Nicky Kuiper        |
| 27 | Paesi Bassi (bandiera) | C     | Rafael Uiterloo     |
| 30 | Germania (bandiera)    | P     | Yanni De Vriendt    |

## Rosa 2015-2016
| N. |                        | Ruolo | Calciatore           |
| -- | ---------------------- | ----- | -------------------- |
| 1  | Paesi Bassi (bandiera) | P     | Ruud Swinkels        |
| 2  | Belgio (bandiera)      | D     | Timothy Durwael      |
| 3  | Belgio (bandiera)      | D     | Dario Van den Buijs  |
| 4  | Belgio (bandiera)      | D     | Chiró N'Toko         |
| 5  | Belgio (bandiera)      | D     | Maxime Gunst         |
| 6  | Paesi Bassi (bandiera) | C     | Thomas Horsten       |
| 7  | Paesi Bassi (bandiera) | A     | Roald van Hout       |
| 8  | Belgio (bandiera)      | A     | Jinty Caenepeel      |
| 9  | Paesi Bassi (bandiera) | A     | Anthony van den Hurk |
| 10 | Paesi Bassi (bandiera) | A     | Tom Boere            |
| 11 | Belgio (bandiera)      | C     | Jari Vandeputte      |
| 12 | Paesi Bassi (bandiera) | P     | Chiel Kramer         |
| 14 | Belgio (bandiera)      | C     | Fries Deschilder     |
| 15 | Paesi Bassi (bandiera) | D     | Milan Massop         |

| N. |                        | Ruolo | Calciatore            |
| -- | ---------------------- | ----- | --------------------- |
| 16 | Paesi Bassi (bandiera) | P     | Joris van Gerwen      |
| 17 | Belgio (bandiera)      | C     | Tom Van Imschoot      |
| 18 | Turchia (bandiera)     | A     | Anıl Koç              |
| 19 | Svezia (bandiera)      | A     | Marko Mitrović        |
| 20 | Paesi Bassi (bandiera) | D     | Ivo Rossen            |
| 21 | Belgio (bandiera)      | A     | Tibeau Swinnen        |
| 22 | Belgio (bandiera)      | D     | Sebastiaan De Wilde   |
| 23 | Romania (bandiera)     | C     | Andrei Ionescu        |
| 24 | Paesi Bassi (bandiera) | C     | Stijn Lamers          |
| 25 | Paesi Bassi (bandiera) | C     | Wimilio Vink          |
| 26 | Paesi Bassi (bandiera) | D     | Wouter Verstraaten    |
| 27 | Paesi Bassi (bandiera) | A     | Rick van der Struis   |
| 28 | Germania (bandiera)    | A     | Christopher Mandiangu |

## Rose delle stagioni precedenti
- 2011-2012
- 2014-2015

## Allenatori
- 1924-1925: A. Wynperle
- 1925-1928: R.W. Jefferson
- 1928-1932: J. Pilcik
- 1932-1933: nessuno
- 1933-1935: D. James
- 1935-1939: Otto Pinter
- 1939-1950: Wim van Tuyl
- 1950-1956: Wim Groenendijk
- 1956-1957: Wim Groenendijk, T. de Zeeuw
- 1957-1958: Layos Todt, T. de Zeeuw
- 1958-1960: Huub de Leeuw
- 1960-1963: J. Bijl
- 1963-1966: Jacques de Wit
- 1966-1967: L. Gorissen

- 1967-1968: H. Hollink
- 1968-1969: Joep Brandes, Bram Appel
- 1969-1972: Lesley Talbot
- 1972-1973: Hans Alleman
- 1973-1979: Rinus Gosens
- 1979-1982: Jacques de Wit
- 1982-1984: Ad Versluis
- 1984-1985: G. van Berlo
- 1985-1986: Jo Jansen
- 1986-1988: Ted Immers
- 1988-1989: Theo Verlangen
- 1989-1990: Jacques de Wit
- 1990-1991: Jacques de Wit, Mario Verlijsdonk
- 1991-1992: Chris Dekker

- 1992-1993: Piet Buter
- 1993-1994: Sandor Popovics, Mario Verlijsdonk
- 1994-1995: Rob Jacobs
- 1995-1996: Rob Jacobs, Mario Verlijsdonk
- 1997-2000: Willem Leushuis
- 2000-2001: Jos Daerden
- 2001-2005: Leon Vlemmings
- 2005-2007: Louis Coolen
- 2007: Ernest Faber (interim)
- 2008: Gerald Vanenburg
- 2008: Ernest Faber (interim)
- 2008-2009: Marc Brys
- 2009-2010: Jan Poortvliet
- 2010-2012: Ernest Faber
- 2012: John Lammers
- 2012: Pascal Maas